# Station How Wood (Hertfordshire)
How Wood (Hertfordshire) is een spoorwegstation van National Rail in How Wood, St. Albans in Engeland. Het station is eigendom van Network Rail en wordt beheerd door West Midland Trains. Het station is geopend in 1988.